# A LONG VACATION 20th Anniversary Edition
『A LONG VACATION 20th Anniversary Edition』（ア・ロング・バケイション トゥエンティース・アニバーサリー・エディション）は、2001年3月21日に発売された、大滝詠一のアルバム『A LONG VACATION』のリイシュー・アルバム。

## 解説
1981年リリースのアルバム『A LONG VACATION』発売から20年後の2001年にリリースされた20周年記念盤。かつて1980年代に大滝詠一が「2001年には『2001年ナイアガラの旅』を発売する」と発言したことがあったが、本作の発売となった。オリジナルのアナログ・マスター・テープは既に劣化して使用不可の状態だったため、1989年盤で使用したデジタル・マスター（「さらばシベリア鉄道」のみ作成後未使用）から最新リマスターにより、初のボーナス・トラックとしてアルバム『Sing A LONG VACATION』全曲が収録された。

## チャート成績
この再発盤は2001年4月にスタートしたオリコンのカタログ・アルバムチャート（発売から2年を経過したアルバムのみのチャート）第1回の1位を獲得、こちらもオリコン集計で10年間で9.3万枚の売上を記録した。

## 収録曲
1. 君は天然色  –  (5:05)
2. Velvet Motel  –  (3:44)
3. カナリア諸島にて  –  (4:00)
4. Pap-Pi-Doo-Bi-Doo-Ba物語  –  (3:15)
5. 我が心のピンボール  –  (4:26)
6. 雨のウェンズデイ  –  (4:23)
7. スピーチ・バルーン  –  (3:55)
8. 恋するカレン  –  (3:23)
9. FUN×4  –  (3:26)
10. さらばシベリア鉄道  –  (4:35)
<Instrumental>
11. 君は天然色  –  (4:41)
12. Velvet Motel  –  (3:36)
13. カナリア諸島にて  –  (4:00)
14. Pap-Pi-Doo-Bi-Doo-Ba物語  –  (3:14)
15. 我が心のピンボール  –  (4:23)
16. 雨のウェンズデイ  –  (4:22)
17. スピーチ・バルーン  –  (3:55)
18. 恋するカレン  –  (3:22)
19. FUN×4  –  (3:15)

## クレジット
| Musicians                    | |   | | |
|                              | Guitars | ; | 安田“同年代”裕美、三畑卓次、笛吹利明、福山享夫、川村栄二、松下誠、松宮幹彦、吉川“二日酔ドンマイ”忠英、徳武弘文、村松“カワイ・ギター教師”邦男、鈴木“Hoseam-O”茂 | 安田“同年代”裕美、三畑卓次、笛吹利明、福山享夫、川村栄二、松下誠、松宮幹彦、吉川“二日酔ドンマイ”忠英、徳武弘文、村松“カワイ・ギター教師”邦男、鈴木“Hoseam-O”茂 |
|                              | L.Perc | ; | 鳴島“クワイアットマン”英治、加藤賀行、横山達治、川瀬正人、福生福生太郎、ラリー須永、高杉登、片山茂光、川原正美、キムチ木村                                     | 鳴島“クワイアットマン”英治、加藤賀行、横山達治、川瀬正人、福生福生太郎、ラリー須永、高杉登、片山茂光、川原正美、キムチ木村                                     |
|                              | Keyboards | ; | 山田“笑い上戸”英俊、山中直子、鈴木宏二、井上鑑、エルトン永田、中西康晴、安西史孝、大浜“練習熱心”和史、井川賀幸、遊眠亭主                                       | 山田“笑い上戸”英俊、山中直子、鈴木宏二、井上鑑、エルトン永田、中西康晴、安西史孝、大浜“練習熱心”和史、井川賀幸、遊眠亭主                                       |
|                              | Drums | ; | 上原“ユカリ”裕、林“バラード”立夫 | 上原“ユカリ”裕、林“バラード”立夫 |
|                              | Bass | ; | 金田一昌吾、 長岡“ミッチ”道夫、細野“エレキ・ベース”晴臣、小泉僖美雄、荒川康男                                                                                  | 金田一昌吾、 長岡“ミッチ”道夫、細野“エレキ・ベース”晴臣、小泉僖美雄、荒川康男                                                                                  |
|                              | Chorus; Voices of Each |   | | |
|                              | |   | シンガーズ・スリー、オシャマンベ・キャッツ、伊集加代子、ラジ                                                                                                   | |
|                              | |   | Guess Who | - 「散歩しない」 - 「Church Bells May Ring」 - 「月に吠えている男」                                                                                            |
|                              | Flute | ; | Jake | Jake |
|                              | Trumpet | ; | 吉岡孝時 | 吉岡孝時 |
|                              | Marimba & Timpany ; 金山功 |   | | |
|                              | Strings | ; | 前田憲男、松任谷正隆 | 前田憲男、松任谷正隆 |
|                              | |   | | |
| ナガナガバカンスかもねむ会員 | |   | | |
|                              | - 松本隆、石川光 (Luna City) - 川端薫、白川隆三 (CBS/SONY) - Kagamimochi 伊東、Kusomajime 深田、Kimuko 佐々木、Packman 芳川、アトム富士、GH助川、Hentai Papilapapa 大野、ショーガ焼き吉田 (Studio Staff) - 笹島武、川本晴義、寺川知紀 (P.M.P) - 前島洋児、大細鈴松、高木美和子 (Niagara Office) |   | | |

|                                                      |
| Re-Design ; 佐藤徹 (Shumisome)                       |
| Illustration ; 永井博 (Penguin)                      |
| Pattern ; 湯村輝彦 (Terry)                           |
|                                                      |
| Recorded & Mixed at CBS/SONY Roppongi & Shinanomachi |
|                                                      |
| Engineer ; 吉田保                                    |
| Arranger ; 多羅尾伴内                                |
| Executive Producer ; 朝妻一郎                        |
| Producer ; 大瀧詠一                                  |
|                                                      |

| Reissue Staff |                                        |
|               | 柿崎景二 (Sony Shinanomachi : DAC2000) |
|               | 吉田保                                 |
|               | 塩田修 (Sony Shinanomachi)             |
|               | 城田雅昭 (Niagara Room)                |

- Remastered on Jan.2001
- Engineer: TETSUYA NAITOH

## リリース日一覧
| 地域 | リリース日    | レーベル               | 規格 | カタログ番号 | 備考 |
| ---- | ------------- | ---------------------- | ---- | ------------ | --- |
| 日本 | 2001年3月21日 | NIAGARA ⁄ Sony Records | CD   | SRCL 5000    | 2001年リマスター、ボーナス・トラックとして､1981年に限定1万枚で発売された『Sing A LONG VACATION』（インストルメンタル集）を全曲収録。時期によって“Sony Handycam CMイメージソング「スピーチ・バルーン」収録”のステッカーが貼られる。 |